# Melanocharitidae
Melanocharitidae é uma família de aves passeriformes pertencentes à subordem Passeri.
- Commons
- Wikispecies